# Yūya Ishii
Pour les articles homonymes, voir Ishii.
Yūya Ishii (石井裕 也, Ishii Yūya), né le 21 juin 1983 dans la préfecture de Saitama (Japon), est un réalisateur, scénariste, monteur et producteur japonais.

## Biographie
Yūya Ishii fait ses études à l'université Nihon et à l'université des arts d'Osaka. Il a été marié avec l'actrice Hikari Mitsushima de 2010 à 2016 puis s'est remarié avec Itsuki Sagara en 2018.

## Filmographie partielle

### Comme réalisateur

#### Au cinéma
- 2005 : Mukidashi Nippon (剥き出しにっぽん?)
- 2006 : Hangyaku Jirō no koi (反逆次郎の恋?)
- 2007 : Gāru supāku su (ガール・スパークス?)
- 2007 : Bakemono moyō (ばけもの模様?)
- 2009 : Kimi to arukō (君と歩こう?)
- 2010 : Kawa no soko kara konnichi wa (川の底からこんにちは?)
- 2011 : Azemichi no dandi (あぜ道のダンディ?)
- 2011 : Hara ga kore nande (ハラがコレなんで?)
- 2013 : Fune o amu (舟を編む?)
- 2014 : Bokutachi no kazoku (ぼくたちの家族?)
- 2014 : The Vancouver Asahi (バンクーバーの朝日, Bankūbā no asahi?)
- 2017 : Yozora wa itsudemo saikō mitsudo no aoiro da (映画 夜空はいつでも最高密度の青色だ?)
- 2019 : Machida-kun no sekai (町田くんの世界?)
- 2023 : Ai ni inazuma (愛にイナズマ?)

#### À la télévision
- 2012 : Mōsō sōsa: Kuwagata Kōichi junkyōju no stylish na seikatsu (妄想捜査〜桑潟幸一准教授のスタイリッシュな生活?) (2 épisodes, série télévisée)
- 2012 : End Roll: Densetsu no chichi (エンドロール〜伝説の父〜?) (TV)
- 2015 : Okashi no ie (おかしの家?) (mini-série télévisée)